# Landauova notace
Landauova notace (též notace velké O nebo notace omikron) je notace používaná v matematice pro porovnávání asymptotického chování funkcí, tj. chování funkcí pro „velké“ hodnoty parametru. V matematické informatice se tato notace používá pro porovnání asymptotické časové nebo prostorové složitosti algoritmů, případně pro omezení složitosti algoritmu. Je-li nějaká funkce z množiny {\displaystyle {\mathcal {O}}(h^{2})}, znamená to, že rychlost jejího růstu je shora omezena rychlostí růstu kvadratické funkce (neroste rychleji). Při pohledu na chování v okolí počátku, funkční hodnoty funkce z množiny {\displaystyle {\mathcal {O}}(h^{2})} se blíží k nule rychleji, než je tomu u lineární funkce.[zdroj?]

## Formální definice
Nechť {\displaystyle f(x)} a {\displaystyle g(x)} jsou dvě funkce definované na nějaké podmnožině reálných čísel. Potom lze říci, že
{\displaystyle f(x)\in {\mathcal {O}}(g(x))}
právě tehdy když
{\displaystyle \exists (C>0),x_{0}:\forall (x>x_{0})\;|f(x)|\leq |Cg(x)|}
Alternativně se zápis definuje pro reálné funkce, jejichž definiční obor je množina přirozených čísel.
Definici je možné modifikovat pro popis asymptotického chování v nule namísto nekonečna. 

## Další používané notace
| Notace                                       | Význam                                                                                               | Definice                                                                                |
| -------------------------------------------- | --- | --------------------------------------------------------------------------------------- |
| {\displaystyle f(x)\in {\mathcal {O}}(g(x))} | {\displaystyle f} je asymptoticky ohraničena funkcí {\displaystyle g} shora (až na konstantu)        | {\displaystyle \exists (C>0),x_{0}:\forall (x>x_{0})\;\|f(x)\|\leq \|Cg(x)\|}           |
| {\displaystyle f(x)\in \Omega (g(x))}        | {\displaystyle f} je asymptoticky ohraničena funkcí {\displaystyle g} zdola (až na konstantu)        | {\displaystyle \exists (C>0),x_{0}:\forall (x>x_{0})\;\|Cg(x)\|\leq \|f(x)\|}           |
| {\displaystyle f(x)\in \Theta (g(x))}        | {\displaystyle f} je asymptoticky ohraničena funkcí {\displaystyle g} z obou stran (až na konstantu) | {\displaystyle \exists (C,C'>0),x_{0}:\forall (x>x_{0})\;\|Cg(x)\|<\|f(x)\|<\|C'g(x)\|} |
| {\displaystyle f(x)\in o(g(x))}              | {\displaystyle f} je asymptoticky ohraničena funkcí {\displaystyle g} shora ostře                    | {\displaystyle \forall (C>0),\exists x_{0}:\forall (x>x_{0})\;\|f(x)\|<\|Cg(x)\|}       |
| {\displaystyle f(x)\in \omega (g(x))}        | {\displaystyle f} je asymptoticky ohraničena funkcí {\displaystyle g} zdola ostře                    | {\displaystyle \forall (C>0),\exists x_{0}:\forall (x>x_{0})\;\|Cg(x)\|<\|f(x)\|}       |
| {\displaystyle f(x)~\sim g(x)}               | asymptoticky rovné                                                                                   | {\displaystyle \lim _{x\to \infty }{\frac {f(x)}{g(x)}}=1}                              |

### Vztahy mezi množinami
{\displaystyle \Theta (g(x))={\mathcal {O}}(g(x))\cap \Omega (g(x))}

## Příklad
Aproximace derivace pomocí centrální diference vzorcem {\displaystyle {\frac {\mathrm {d} f}{\mathrm {d} x}}=f'(x)={\frac {f(x+h)-f(x-h)}{2h}}+{\mathcal {O}}(h^{2})}ukazuje, že při nahrazení derivace {\displaystyle f'(x)} podílem {\displaystyle {\frac {f(x+h)-f(x-h)}{2h}}} je chyba srovnatelná s druhou mocninou hodnoty {\displaystyle h}. Tato aproximace je přesnější, než použití dopředné diference {\displaystyle {\frac {\mathrm {d} f}{\mathrm {d} x}}=f'(x)={\frac {f(x+h)-f(x)}{h}}+{\mathcal {O}}(h),}kde je chyba srovnatelná "pouze" s první mocninou hodnoty {\displaystyle h}. V praxi totiž bývá hodnota {\displaystyle h} blízká k nule a tam druhá mocnina ubývá rychleji, například pro {\displaystyle h=0.01} je {\displaystyle h^{2}=0.0001}, což dává dvojnásobný počet desetinných míst.[zdroj?]